# Gernot Kocher
Gernot Kocher (* 7. Januar 1942 in Graz) ist ein österreichischer Rechtshistoriker.
Kocher schloss sein Studium der Rechtswissenschaften an der Universität Graz 1966 mit der Promotion zum Doktor iuris ab. Die Habilitation erfolgte 1975 bei Berthold Sutter (1923–2004).
1977 wurde er zum Außerordentlichen Universitätsprofessor ernannt. 1988 wurde er an der Universität Graz als ordentlicher Universitätsprofessor Nachfolger von Hermann Baltl, dessen Lehrbuch zur Österreichischen Rechtsgeschichte er in den Folgejahren in mehreren Ausgaben fortführte. Von 1991 bis 2005 war er Dekan der Grazer Rechtswissenschaftlichen Fakultät.
Ein Forschungsschwerpunkt Kochers liegt in der Rechtsikonographie. So baute er die bedeutende Grazer Rechtsikonographische Datenbank auf. Er ist Mitbegründer des Arbeitskreises für Rechtsikonographie und Mitherausgeber der Reihe Signa Iuris – Beiträge zur Rechtsikonographie, Rechtsarchäologie und Rechtlichen Volkskunde.
Aufgrund seiner Verdienste erhielt er zahlreiche Auszeichnungen, u. a. den Josef-Krainer-Preis und den Leopold-Kunschak-Preis. Er ist Ehrendoktor der Universität Pécs. Der Harz-Verein für Geschichte und Altertumskunde widmete ihm den 32. Band der Harz-Forschungen zum 75. Geburtstag.